# Pan-Pot
Pan-Pot désigne un duo allemand de compositeurs, DJs et producteurs de musique électronique, composé de Tassilo Ippenberger et Thomas Benedix,,.
Depuis le début de leur carrière en 2004, ils sont parvenus à s'établir comme artistes de référence sur la scène techno moderne, notamment avec la sortie de leur premier album Pan-O-Rama sur le label d'Anja Schneider, Mobilee records,. Leur répertoire musical est défini comme underground, en regroupant des influences à la fois techno, house et expérimentales, en incluant de nombreux éléments propres à l'IDM. L'année 2014 marque la création de leur propre label, Second State Audio.
Leur réputation de DJ s'est notamment constituée grâce à leurs sets live combinés à de la musique vocale,, et sont souvent décrits comme témoignant d'une connaissance poussée des besoins des dancefloors à la fois dans les clubs et les festivals,.

## Histoire

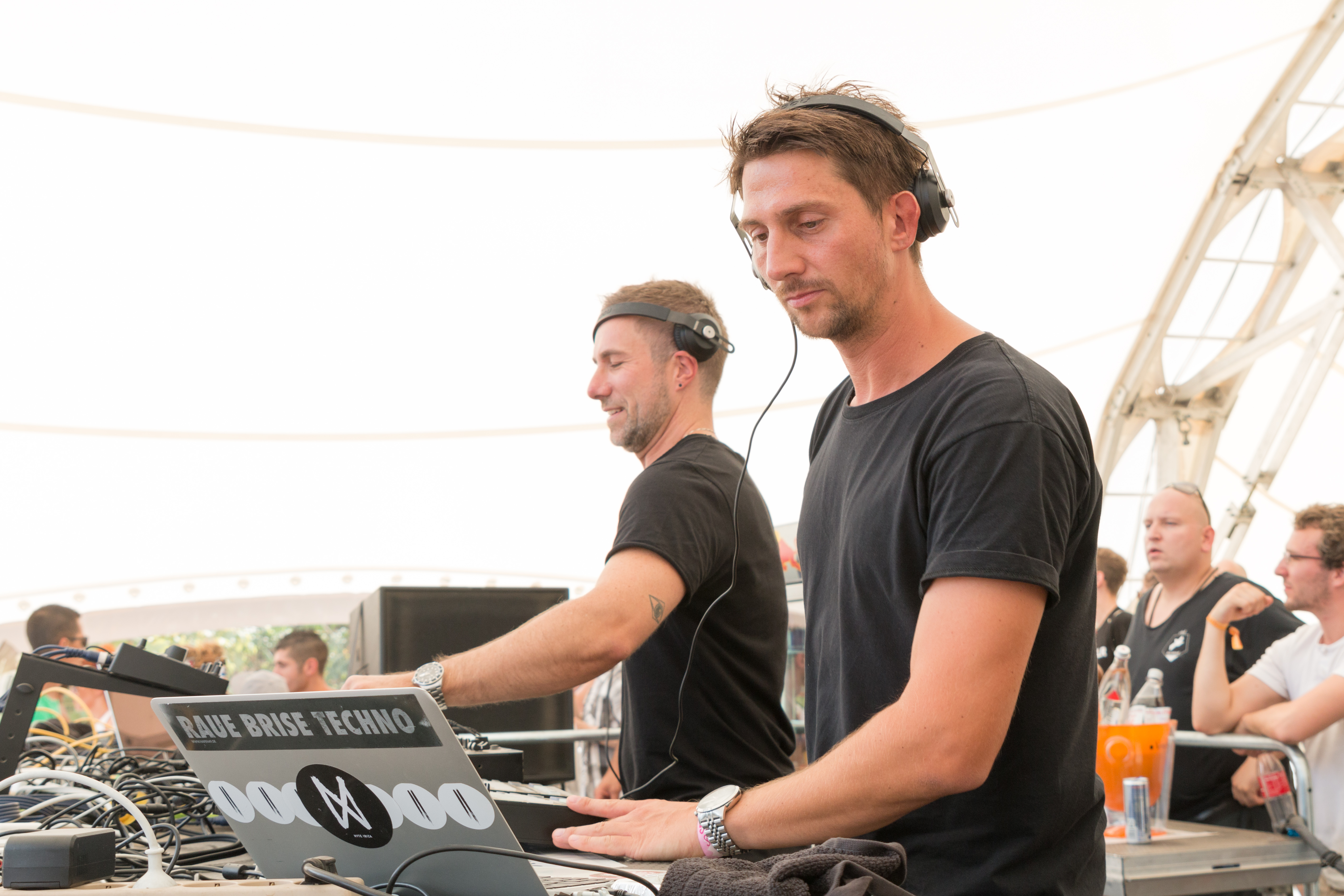
Pan-Pot 2015

Tassilo et Thomas se rencontrent en 2003 au SAE Institute de Berlin où ils étudient l'ingénierie du son. Ils achèvent leurs études avec une spécialité en production musicale, ce qui les aide à définir les contours de leurs futures collaborations en commençant à produire ensemble.
En 2005, le duo booke Anja Schneider à l'un de ses événements, ce qui leur donne l'opportunité de sortir leurs premières productions sur son label nouvellement créé, Mobilee. Après quelques semaines, le label sort ainsi leur deuxième titre, Copy and Paste. Ils signent ensuite plusieurs productions sur Mobilee et Einmaleins Musik.
Le tournant de leur carrière se produit en 2007 lors de la sortie de leur premier album, Pan-O-Rama. Leurs morceaux tels que Charly et Captain My Captain deviennent des hits, ce qui leur permet de mettre en avant leur combinaison de morceaux mélodiques et de techno pure.
En 2014, le duo lance son propre label, Second State, ce qui marque une nouvelle étape dans leur carrière.

## Discographie

### Albums et EPs
- "Maffia" – (Einmaleins Musik, 2004)
- "Popy & Caste" – (Mobilee, 2005)
- "Obscenity" – (Mobilee, 2005)
- "Pious Sin" – (Einmaleins Musik, 2006)
- "Black Lodge" – (Mobilee, 2006)
- "What Is What" – (Mobilee, 2007)
- "Charly" – (Mobilee, 2007)
- Pan-O-Rama – (Mobilee, 2007)
- "Lost Tracks" – (Mobilee, 2008)
- "Confronted" – (Mobilee, 2009)
- "Confronted (The Remixes)" – (Mobilee, 2009)
- "Captain My Captain" – (Mobilee, 2010)
- "Captain My Captain Remixes" – (Mobilee, 2011)
- "Gravity" – (Mobilee, 2012)"
- "White Fiction" – (Mobilee, 2012)
- Mobilee Back to Back Vol.6, Presented by Pan-Pot (Mobilee collection, 2012)
- The Mirror - (Mobilee, 2013)
- Cells - (Second State Audio, 2014)
- Watergate Compilation 17 - (Watergate Records, 2014)
- Conductor - (Watergate Records, 2014)

### Remixes
- Mathias Schaffhäuser – "Lost Vox" (2005)
- Enliven Deep Acoustics – "Over" (2006)
- Misc. – "Frequenzträger" (2006)
- Anja Schneider & Sebo K – "Rancho Relaxo" (2006)
- Feldah & Koba – "Is Klar" (2006)
- Sweet 'n Candy – "Scrollmops" (2007)
- Damian Schwartz – "Verde Confetti" (2007)
- Tim Xavier – "Deception De Real" (2007)
- Dapayk Solo – "Hagen" (2007)
- Andomat 3000 feat. F.L.O – "Quarzy" (2008)
- Funzion – "Helado en Globos" (2008)
- Anja Schneider – "Mole" (2008)
- Asem Shama – "Kabuki" (2008)
- Brian Ffar – "Billy Bought a Laser" (2009)
- Sian – "Skeleton" (2009)
- Andre Winter – "Dogma" (2009)
- Sebrok – "The Most Dangerous Game!" (2009)
- Pascal Mollin – "The Elephant" (2009)
- Phil Kieran – "Blood of Barcelona" (2010)
- Slam – "Room 2" (2010)
- Dapayk & Padberg – "Sugar" (2010)
- Dustin Zahn & Joel Mull – "Bossa Nossa" (2010)
- Booka Shade – "Regenerate" (2010)
- Marc Romboy vs Stephan Bodzin – "Phobos" (2011)
- Nicone feat. Narra – "Caje" (2011)
- Slam – "Lifetimes (Pan-Pot Remixes)" (2011)
- Kiki & Marco Resmann – "Beggin' for the Heat" (2012)
- Format:B – "Liquid" (2012)
- Simina Grigoriu featuring MAMA – "Kokopelli" (2013)
- Martin Eyerer - "The Cake" (2013)